# UFC 207: Nunes vs. Rousey
UFC 207: Nunes vs. Rousey war eine Mixed-Martial-Arts-Veranstaltung der Ultimate Fighting Championship (UFC). Sie fand am 30. Dezember 2016 in der T-Mobile Arena in Paradise, Nevada, Vereinigte Staaten als letzte Veranstaltung der UFC im Jahr 2016 statt und wurde als Pay-per-View ausgestrahlt.

## Hintergrund
Ronda Rousey bestritt bei dem Event ihren ersten Kampf seit ihrer ersten Niederlage in einem Profi-Kampf gegen Holly Holm bei UFC 193 am 15. November 2015, bei der sie zudem den UFC-Titel im Bantamgewicht der Frauen verlor. Sie trat im Hauptkampf der Veranstaltung gegen Amanda Nunes an, die mittlerweile neue Titelträgerin der Gewichtsklasse war.
Im zweiten Hauptkampf des Events verteidigte Dominick Cruz seinen Titel im Bantamgewicht der Herren gegen Cody Garbrandt. Zudem wurde ein Kampf zwischen dem ehemaligen Champion dieser Gewichtsklasse T. J. Dillashaw und John Lineker im Bantamgewicht angesetzt, dessen Sieger in Zukunft den Sieger von Cruz vs. Garbrandt und somit den Bantamgewichtstitelträger herausfordern darf.
Ursprünglich sollte die Veranstaltung auch noch einen Kampf im Schwergewicht zwischen Cain Velasquez und Fabrício Werdum beinhalten. Dieser wurde jedoch am 25. Dezember 2016 durch die Nevada State Athletic Commission (NSAC) abgesagt, da Velasquez nach Meinung der NSAC aufgrund einer Verletzung nicht für seinen Kampf bereit gewesen wäre. Die UFC erklärte daraufhin, dass auch Werdum bei der Veranstaltung keinen Kampf bestreiten werde und somit nur zehn der geplanten elf Kämpfe stattfinden würden.

## Ergebnisse
KO = Knockout (Knockout); TKO = Technischer Knockout (Technical Knockout); SUB = Aufgabe durch Abklopfen (Submission); UDE = Punktentscheidung (einstimmig) (Unanimous Decision); SDE = Punktentscheidung (geteilt) (Split Decision); NC = Ohne Wertung (No Contest); (C) = Titelträger vor dem Kampf (Champion).
| Gewichtsklasse                    | Sieger                      | Verlierer                   | Methode                 | Runde | Zeit | Anmerkung                                                                  |
| --------------------------------- | --------------------------- | --------------------------- | ----------------------- | ----- | ---- | -------------------------------------------------------------------------- |
| Preliminary Card (UFC Fight Pass) |                             |                             |                         |       |      |                                                                            |
| Weltergewicht                     | Alex Oliveira vs. Tim Means | Alex Oliveira vs. Tim Means | NC                      | 1     | 3:33 | Aufgrund des Einsatzes illegaler Aktionen abgebrochen und als NC gewertet. |
| Preliminary Card (Fox Sports 1)   |                             |                             |                         |       |      |                                                                            |
| Weltergewicht                     | Niko Price                  | Brandon Thatch              | SUB                     | 1     | 4:30 |                                                                            |
| Weltergewicht                     | Alex Garcia                 | Mike Pyle                   | KO                      | 1     | 3:34 |                                                                            |
| Mittelgewicht                     | Antônio Carlos Júnior       | Marvin Vettori              | UDE 29-28, 29-28, 29-28 | 3     | 5:00 |                                                                            |
| Catchgewicht (173,5 lb/78,70 kg)  | Neil Magny                  | Johny Hendricks             | UDE 29-28, 29-28, 29-28 | 3     | 5:00 |                                                                            |
| Main Card                         |                             |                             |                         |       |      |                                                                            |
| Catchgewicht (129,5 lb/58,74 kg)  | Ray Borg                    | Louis Smolka                | UDE 30-27, 30-26, 30-26 | 3     | 5:00 |                                                                            |
| Weltergewicht                     | Kim Dong-hyun               | Tarec Saffiedine            | SDE 27-30, 29-28, 29-28 | 3     | 5:00 |                                                                            |
| Bantamgewicht                     | T. J. Dillashaw             | John Lineker                | UDE 30-26, 30-26, 30-26 | 3     | 5:00 |                                                                            |
| Bantamgewicht                     | Cody Garbrandt              | Dominick Cruz (C)           | UDE 48-46, 48-47, 48-46 | 5     | 5:00 | Bantamgewichtstitel                                                        |
| Bantamgewicht (Frauen)            | Amanda Nunes (C)            | Ronda Rousey                | TKO                     | 1     | 0:48 | Bantamgewichtstitel (Frauen)                                               |